# Wafra
Die Wafra war ein liberianischer Öltanker mit einer Vermessung von rund 36.697 BRT. Am 1. März 1971 strandete er auf dem südafrikanischen Nadelkap und etwa 27.000 bis 65.000 Tonnen Rohöl flossen ins Meer.

## Geschichte

### Schiff und Ladung
Das Schiff wurde 1956 mit einer Vermessung von 27.400 BRT von Mitsubishi in Nagasaki abgeliefert und im August 1970 auf eine Größe von 36.697 BRT gebracht.
Der Turbinentanker gehörte zum Zeitpunkt des Unfalls der Getty Tankers Limited und wurde in einer Langzeitcharter der Getty Oil Corporation betrieben. Getty Oil wiederum hatte den Tanker am 7. April 1970 für fünf Jahre in einer Zeitcharter an die United Steamship Corporation (United) weitervermietet. United gab das Schiff für aufeinanderfolgende Reisen innerhalb einer Einjahres-Subcharter an die Overseas Tankship Corp. (Overseas) weiter. Im Januar 1971 vermietete Overseas die Wafra in einer mündlich ausgehandelten Subcharter an Chevron, um eine volle Ladung Rohöl von Ra's Tanura nach Kapstadt zu transportieren. Chevron traf eine mündliche Verabredung mit Texaco über eine jeweils hälftige Chevron/Texaco-Charter. Das Schiff fuhr darauf mit einer Ölladung, die zur Hälfte der Chevron Oil Sales Co. und zur anderen Hälfte Texaco Export, Inc. gehörte.

### Die Strandung
Das Schiff erlitt am 27. Februar 1971 um 06:30 Uhr morgens auf der Position 35° 0′ S, 20° 2′ O vor dem Nadelkap (Kap Agulhas) einen Bruch einer Seewasserleitung, bzw. einer Seewasserpumpe. Sein Maschinenraum lief daraufhin voll Wasser, wodurch es manövrierunfähig wurde. Als erstes Schiff wurde der passierende sowjetische Turbinentanker Gdynia um Schlepphilfe gebeten. Er lehnte die Hilfe  als zu kompliziert ab, brachte aber später am Tag eine Schleppleine zum südafrikanischen Motorschiff Pongola, das etwa sieben Seemeilen von Kap Agulhas entfernt war. Die Besatzung der Wafra bis auf den Kapitän und einen Rudergänger verließ das Schiff, bevor der Tanker in Schlepp genommen wurde.
Nachdem die Schleppverbindung gebrochen war, konnte keine neue Schleppverbindung hergestellt werden. Daraufhin trieb die Wafra um 05:30 Uhr am 1. März auf das rund fünf Seemeilen vor dem Kap gelegene Agulhasriff. Durch die dort auftretenden Bodenschäden wurden sowohl die sechs Backbord-Ladetanks als auch die sechs mittleren Ladetanks beschädigt und ein Teil der aus Rohöl der Sorte „Arabia crude“ bestehenden Ladung begann ins Meer zu fließen.

### Bergung und Versenkung
Die Hamburger Bugsier-, Reederei- und Bergungsgesellschaft, deren Bergungsschlepper Oceanic an seiner Station in Durban lag, benötigte mehrere Tage, bevor sie mit der südafrikanischen Regierung und der Reederei sowie der Versicherung des Tankers einen Bergungsvertrag mit festen Tagesraten unter Freihaltung sämtlicher Verantwortlichkeiten aushandeln konnte. Am 8. März gelang es der Oceanic, den Havaristen vom Riff zu ziehen.
Um eine weitere Verschmutzung der Küste auszuschließen, wurde der Tanker rund 200 Seemeilen weit auf die offene See geschleppt und dort am 12. März durch gezielten Raketenbeschuss durch Kampfjets der South African Air Force auf der Position 36° 57′ S, 20° 42′ O versenkt. Ein Helikopter folgte dem Schleppzug und sprühte Lösungsmittel auf das ausgetretene Öl, um seine Ausbreitung zu verhindern. Die Reederei der Oceanic erhielt für die achttägige Arbeit später einen Bergelohn von 570.000 DM.

### Folgen
Etwa 27.000 Tonnen Rohöl gelangten direkt ins Meer, rund die Hälfte nach der Strandung und der Rest auf der Schleppreise zum Versenkungsort. Das Öl bildete einen etwa 30 Meilen langen und fünf Meilen breiten Ölfilm. Rund 6000 Tonnen Öl verschmutzten den Küstenstreifen zwischen Kap Agulhas und der Struisbaai. Mehr als 1216 Pinguine wurden verölt und starben zumeist. Ein Schutzzaun verhinderte noch den Tod einer größeren Anzahl der Pinguine auf Dyer Island.
Die Besitzer der Ölladung strengten vor dem United States Court of Appeals ein Entschädigungsverfahren gegen die Eigner und Betreiber der Wafra an. Es  begann am 12. Dezember 1977 in der zweiten Instanz und wurde am 2. März 1978 entschieden.